# Opérateur de transport de Wallonie
Pour les articles homonymes, voir TEC.
 (juillet 2008).
Si vous disposez d'ouvrages ou d'articles de référence ou si vous connaissez des sites web de qualité traitant du thème abordé ici, merci de compléter l'article en donnant les références utiles à sa vérifiabilité et en les liant à la section « Notes et références ».
L’Opérateur de transport de Wallonie (anciennement Société régionale wallonne du transport) est la société publique de transport de la Région wallonne (Belgique). Elle utilise le nom commercial « TEC » (Transport En Commun). Son réseau est essentiellement composé d'autobus, mais elle exploite également le métro de Charleroi et le tramway de Liège.

## Histoire
Fondée en 1991, lors de la régionalisation des transports en Belgique, la SRWT (Société régionale wallonne des transports) est une holding faîtière qui chapeaute cinq sociétés d'exploitation : les TEC (Transports en commun).
Historiquement, les transports en commun en Belgique étaient exploités à la fois par la SNCV (Société nationale des chemins de fer vicinaux fondée en 1885) et certaines villes disposaient de sociétés intercommunales gérant les transports : les STI. On pouvait en dénombrer trois en Région wallonne : STIC (Charleroi), STIL (Liège) et STIV (nl) (Verviers).
Lorsque la compétence des transports urbains a été régionalisée en 1989, toutes ces sociétés furent regroupées et un nouveau découpage fut effectué.
À côté de la SRWT, on dénombrait 5 sociétés d'exploitation : le TEC Brabant wallon, le TEC Charleroi, le TEC Hainaut, le TEC Liège-Verviers et le TEC Namur-Luxembourg.
Le 1er mars 2018, le gouvernement Wallon a voté la fusion des 6 sociétés actuelles (SRWT et 5 société d'exploitations) au sein d'une nouvelle structure unique, l'Opérateur de Transport de Wallonie (OTW) avec prise d'effet le 1er janvier 2019. Les anciennes sociétés TEC sont devenues des directions territoriales à cette même date.
La marque commerciale TEC, quant à elle, reste d'application.

## Organisation et missions

### Organisation
L'OTW est un organisme d'intérêt public de la Région Wallonne et est une personne morale de droit public.
Sa Direction Générale est composée comme suit:
Administrateurs Généraux :
Administrateur général : Jean-Michel SOORS (en  succession de Vincent PEREMANS depuis le 01/02/2023)
Administrateur général adjoint : Vincent URBAIN
Comités de Direction :
Membre du Comité de Direction Stratégie Opérationnelle, Innovation et Mobilité : Christophe LEURIDENT
Membre du Comité de Direction Stratégie d'Entreprise et Pilotage : Virginie Wislez
Business Units :
Directeur exécutif Brabant Wallon : Lionel ROUGET (en succession de Catherine BES depuis le 28/08/2023)
Directeur exécutif Charleroi : Laurent BLANCHART
Directeur exécutif Hainaut : Rémy PREVOT
Directeur exécutif Liège-Verviers : Frédéric DHONDT (en succession de Michel SCHOONBROODT (ad interim) depuis le 04/09/2023
Directeur exécutif Namur-Luxembourg : Samuel VANBUTSELE en succession de Daniel DAVIN (ad interim) depuis le 04/09/2023
Directions transversales :
Directrice des Finances : Vanessa SIEMIANOW
Directeur exécutif Système d'information : Christian POCHET
Directeur des Services Techniques : Christophe BERTHO
Directeur des Ressources Humaines et Services Généraux : Jean-Marc DUPUIS
Directeur du Marketing, porte-parole national : Stéphane THIERY
Directeur de l'Audit Interne : Nicolas COPPENS
Pour l'exploitation du réseau, 5 Directions territoriales sont établies, reprenant les périmètres des anciennes sociétés d'exploitations:
1. Direction Brabant Wallon ;
2. Direction Charleroi ;
3. Direction Hainaut ;
4. Direction Liège-Verviers ;
5. Direction Namur-Luxembourg.

### Missions
Le décret créant l'OTW définit ses missions comme suit :
1. a pour objet, en Région wallonne, l'étude, la conception, la promotion et la coordination des services de transports publics des personnes ;
2. proposer au Gouvernement en vue de fixer :
- les structures tarifaires applicables aux transports publics de personnes,
- les règles de répartition des subsides régionaux alloués aux directions territoriales ;

3. définir, au nom du Gouvernement, de la politique commerciale ;
4. réaliser le programme d'investissements arrêté par le Gouvernement en matière d'infrastructure ;
5. coordonner l'action des directions territoriales :
- commandes et achats groupés de matériel roulant et d'équipements pour les différentes directions territoriales (ainsi que le financement de ces activités),
- action visant à favoriser la création de services communs aux directions territoriales,
- harmonisation des politiques desdites directions territoriales concernant les relations de travail individuelles ou collectives,
- règlement à l'amiable de conflits entre directions territoriales ;

6. relations avec la SNCB ou tout autre organisme national ou international de transports publics ;
7. toute mission d'intérêt général que lui confierait le Gouvernement.

## Réseau

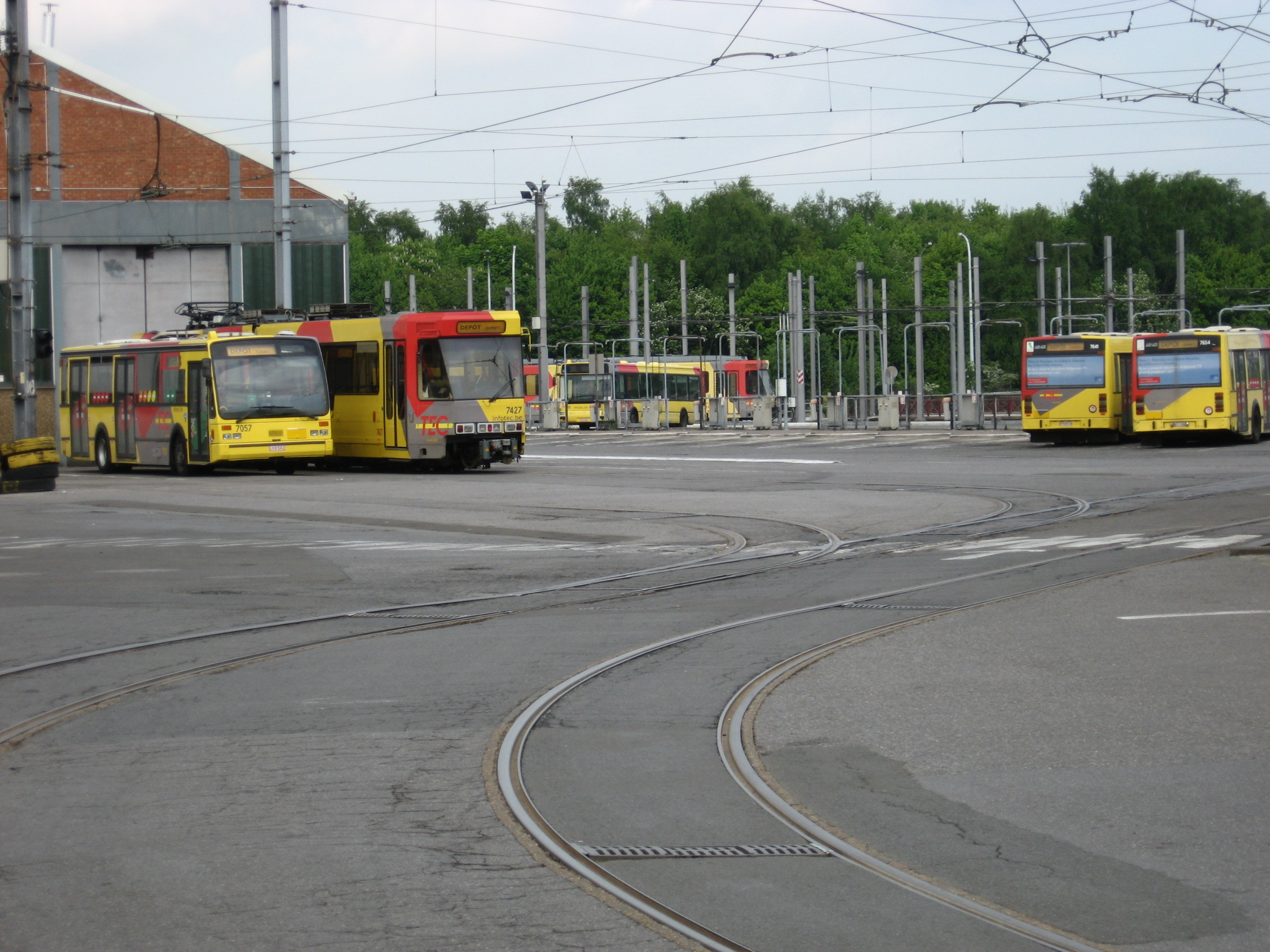
Dépôt avec métros et autobus du TEC à Charleroi

Le réseau de l'OTW peut se subdiviser en deux grandes parties : 
1. les réseaux urbains d'Arlon, Charleroi, Dinant, La Louvière, Liège, Mons, Mouscron, Namur, Tournai et Verviers ;
2. le réseau périurbain.

Le réseau urbain de la ville de Liège représente à lui tout seul plus de 30 % du total de déplacement en bus en Région wallonne.
Le réseau wallon est quasi uniformément exploité en bus.

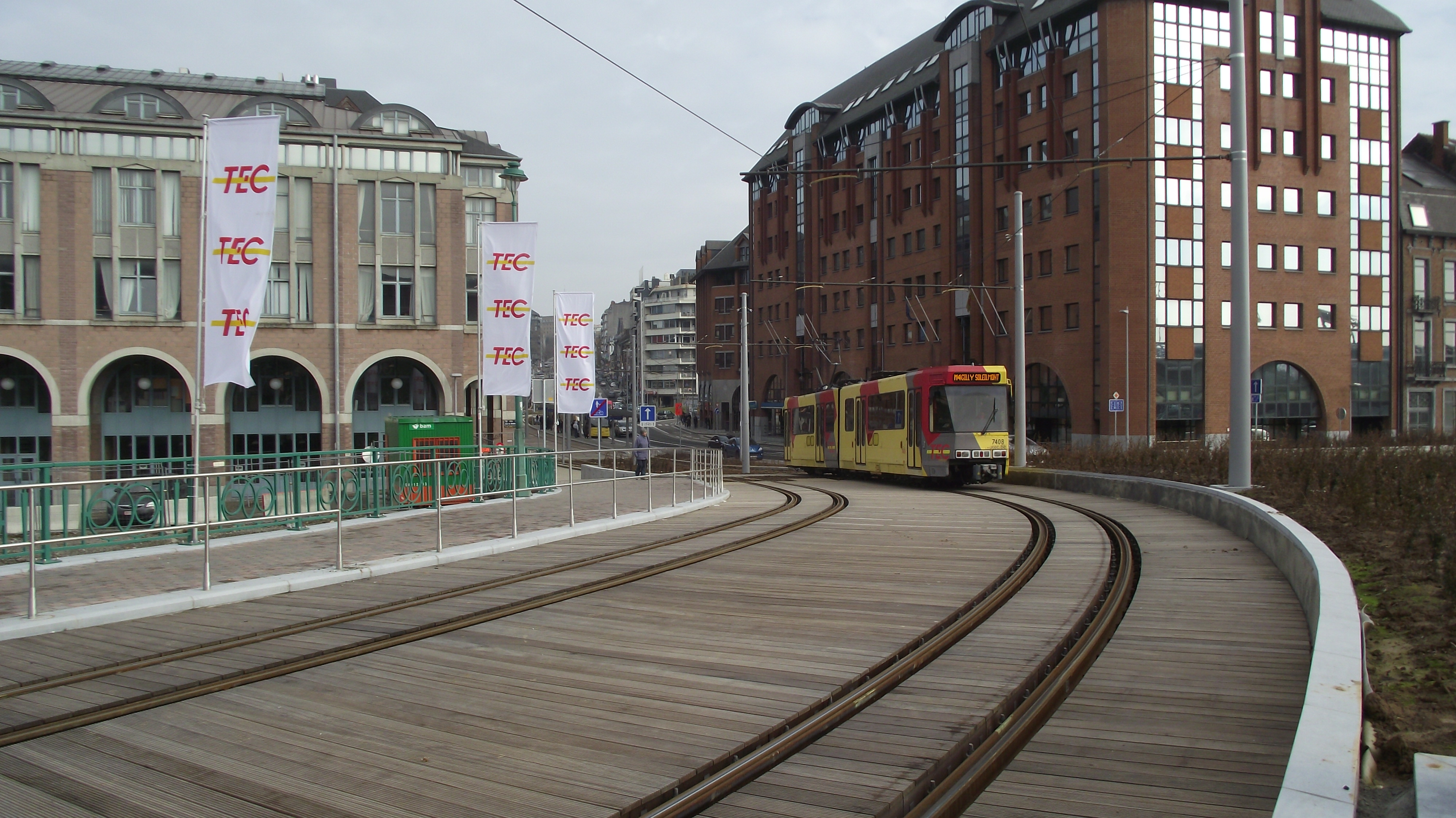
Véhicule du métro léger de Charleroi à côté de drapeaux du TEC

Un réseau de métro léger est établi à Charleroi : le MLC Métro léger de Charleroi. Il compte quatre lignes de tram exploitées principalement en mode « métro léger » (trams circulant en site propre). Un seul tronçon a gardé un caractère vicinal.
Le tram apparaîtra également à Liège en 2025 et reliera Sclessin à Herstal en passant par la gare TGV de Liège Guillemins et Saint-Lambert

## Lignes

### Réseau TEC
Toutes les lignes du réseau peuvent être visionnées sur leur site internet.
Depuis 2014, des données concernant le réseau sont disponibles en données ouvertes; notamment en format GTFS,.

## Billettique

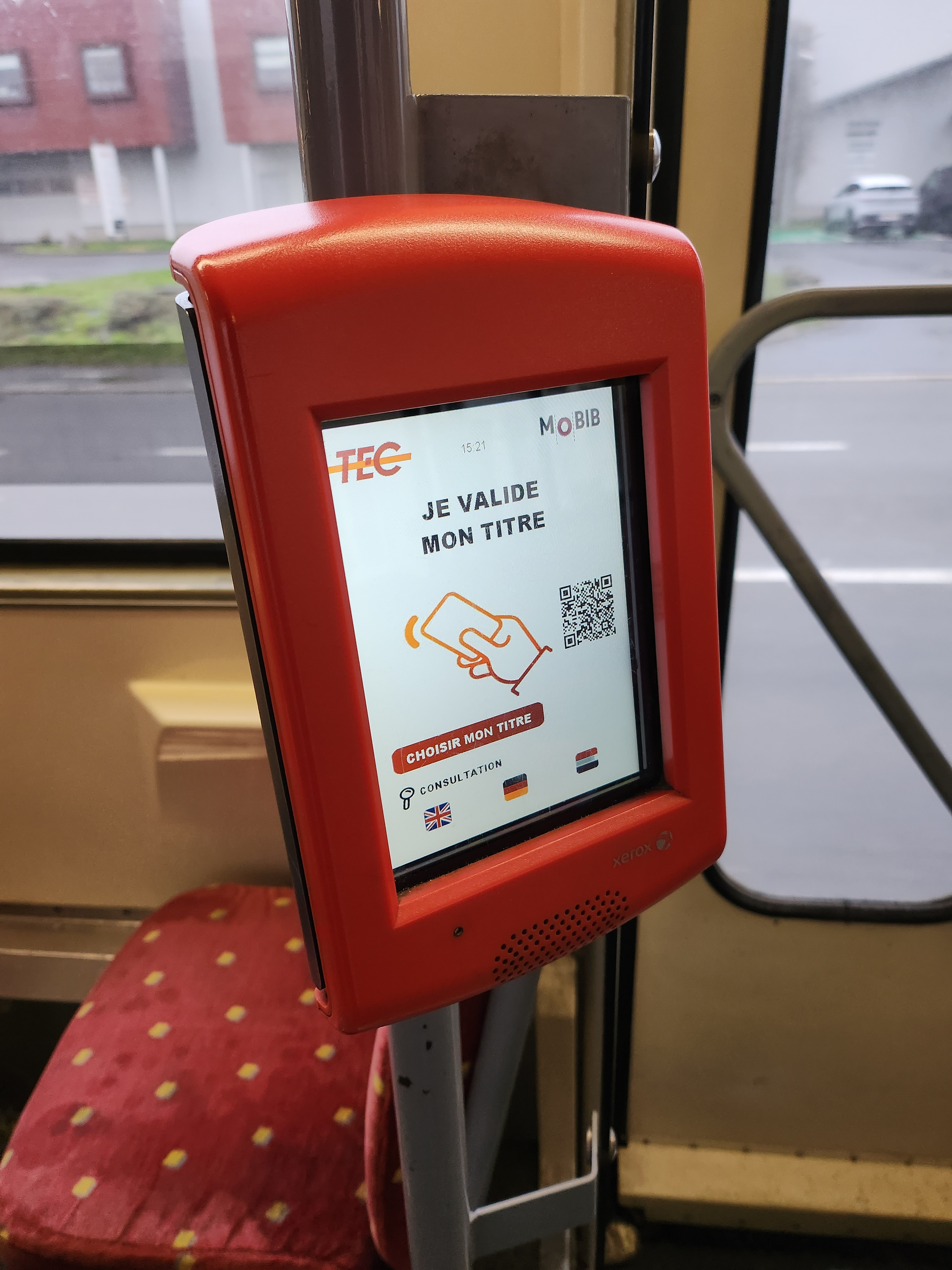
Un valideur MOBIB.

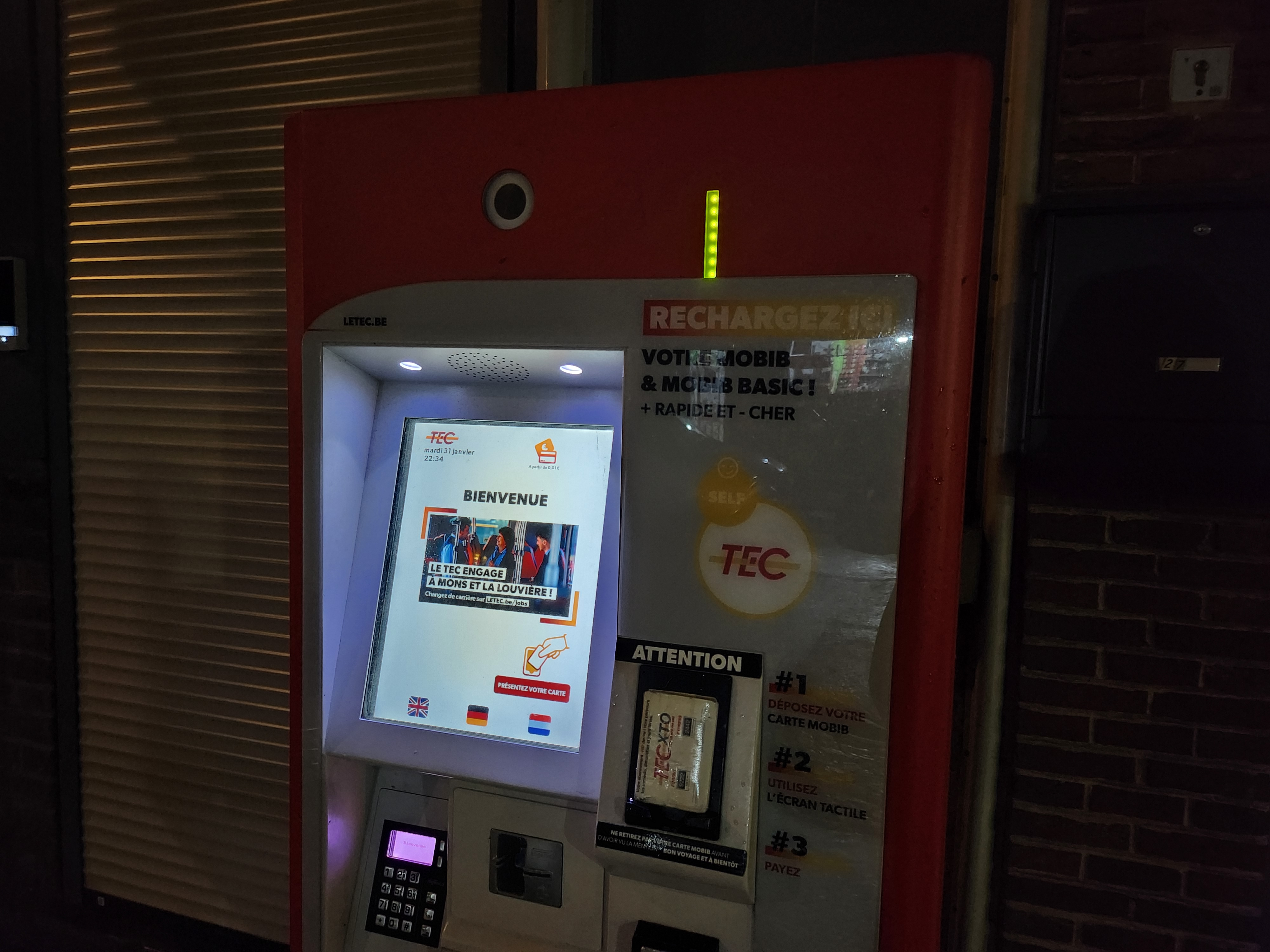
Une borne "Self" du TEC, à Binche.

La billettique du Groupe TEC est basée sur une technologie sans contact, sous la dénomination « TEC It Easy ».
Comme les trois opérateurs de transports en commun en Belgique, elle se base sur la carte MOBIB.
Les automates SELF et les autres canaux de ventes, les valideurs et les solutions logicielles sont mis en œuvre par XEROX à travers son produit ATLAS.
Le projet « TEC It Easy » a débuté par une simplification tarifaire en 2014. En 2015, après un projet pilote au TEC Brabant wallon, la nouvelle billettique est généralisée le 21 avril.

## Mouvements sociaux
Depuis sa création en 1989, la SRWT a subi des grèves pour des motifs divers (revendications liées à des hausses de salaires, problèmes de sécurité, licenciement d'un chauffeur de bus)[source insuffisante].

### Projet d'un service minimum
70 % des grèves étant considérées comme grèves sauvages,, le MR réclame un « service minimum » afin de réduire l'impact des grèves sur les usagers. Cette mesure est par contre jugée inapplicable selon le ministre wallon des Transports en 2011, Philippe Henry.

## Matériel roulant (Régie)
En 2023, le parc d'autobus et de motrices comptait 1 958 véhicules répartis comme suit :
- 1 357 autobus standards ;
- 413 autobus articulés ;
- 56 autocars ;
- 87 midibus et minibus ;
- 45 motrices.